# آيت عيسى عدي (آيت ولال)
آيت عيسى عدي هو دُوَّار يقع بجماعة آيت ولال، عمالة مكناس، جهة فاس مكناس في المملكة المغربية. ينتمي الدوّار لمشيخة آيت ولال التي تضم 14 دوار. يقدر عدد سكانه بـ 517 نسمة حسب الإحصاء الرسمي للسكان والسكنى لسنة 2004.

## وصلات خارجية
- البوابة الوطنية للجماعات الترابية
- المندوبية السامية للتخطيط